# Hrnčiarske Zalužany
Hrnčiarske Zalužany es un municipio del distrito de Poltár en la región de Banská Bystrica, Eslovaquia, con una población estimada a final del año 2024 de 812 habitantes.
Se encuentra ubicado en el centro de la región, cerca del río Ipoly —un afluente izquierdo del Danubio— y de la frontera con Hungría.

## Demografía
| Año        | 1994 | 2004    | 2014    | 2024    |
| ---------- | ---- | ------- | ------- | ------- |
| Población  | 847  | 857     | 874     | 812     |
| Diferencia |      | +1,18 % | +1,98 % | −7,09 % |

| Año        | 2023 | 2024    |
| ---------- | ---- | ------- |
| Población  | 834  | 812     |
| Diferencia |      | −2,63 % |